# Ngawi (oraș)
Ngawi (Limba indoneziană: Kecamatan Ngawi) este un subdistrict în Regenţă Ngawi, Provincia Java de Est, Indonezia. Acest sub-district este și capitala Regența Ngawi care este centrul economic al raionului.
Ngawi este o zonă strategică deoarece se află pe ruta Trans Java care leagă orașele din vestul Java cu estul Java. Acest sub-district este mărginit de sub-districtele Kasreman și Pangkur în est, Sub-districtele Kwadungan și Geneng din sud, Sub-districtele Paron din vest, Sub-districtele Pitu și Margomulyo din nord.

## Etimologie
Originile lui Ngawi provin din cuvântul „awi” care înseamnă bambus. Apoi adăugați literele nazale „Ng” la „Ngawi”. Numele a fost luat pentru că în acea zonă există o plantă endemică și anume bambus.

## O scurta istorie

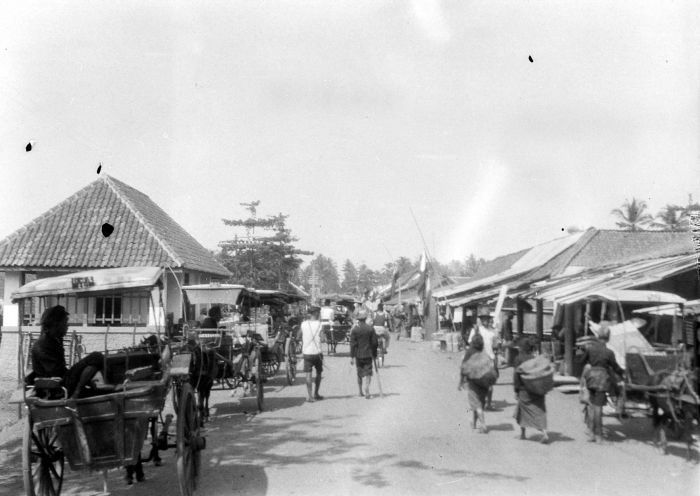
Vedere a orașului Ngawi înainte de independența Republicii Indonezia

În cele mai vechi timpuri, Ngawi provenea de la cuvântul awi/bambus și, în același timp, indica locația Ngawi ca sat de pe malurile Bengawan Solo. Pe baza cercetărilor asupra obiectelor antice, arată că în Ngawi a existat o activitate religioasă încă din timpul domniei lui Airlangga și încă supraviețuiesc până la sfârșitul domniei regelui Majapahit.
Acest lucru este întărit de existența unei inscripții, inclusiv inscripția Cangu, care este o moștenire a regelui Hayamwuruk. (Sri Rajasanegara) din Majapahit care are anul Saka 1280 (1358 Anul AD) care afirmă că Ngawi este o zonă privată. Fragmentele de consfințire arată o natură spirituală care este strâns legată de închinarea la Muntele Lawu (Girindra), Cu toate acestea, în următoarea călătorie, a avut loc o schimbare datorită influenței intrării islamului și a culturii aduse de Europeni, în special de Olandezi suficient de mult pentru a conduce guvernul din Indonezia.